# David Wilson (rugby à XV)
Pour les articles homonymes, voir David Wilson et Wilson.

a Compétitions nationales et continentales officielles uniquement.

b Matchs officiels uniquement.
Dernière mise à jour le 26 janvier 2017.
David George Wilson, né le 9 avril 1985 à South Shields, est un joueur de rugby international anglais évoluant au poste de pilier. Après avoir joué avec les Newcastle Falcons de 2003 à 2009, il rejoint l'effectif de Bath. Il retourne aux Newcastle Falcons en 2016.

## Biographie
David Wilson découvre le rugby à XV dans sa ville natale de South Shields où il joue en junior avec le Westoe club. Dans le même temps, il fait ses études à la Harton School. Il est sélectionné en équipe nationale des moins de 19 et moins de 21 ans, puis en équipe d'Angleterre A. Il rejoint l'équipe professionnelle des Newcastle Falcons avec qui il fait ses débuts le 25 octobre 2003 contre Bath. Mais une blessure au ligament du genou l'éloigne des terrains pendant presque un an et il ne fait son retour qu'en fin de saison 2004-2005. En 2009, il signe un contrat de deux ans avec le club de Bath. Sa venue à Bath coïncide avec le départ forcé du pilier Matt Stevens qui a été exclu pour deux années après avoir été contrôlé positif à la cocaïne. Cette même année, il obtient sa première cape en équipe première le 9 juin 2009 à l'occasion d'un match contre l'Argentine lors de la tournée d'été. Il participe ensuite à la tournée automnale et est retenu dans le groupe qui joue le Tournoi des Six Nations 2010.

## Palmarès
- Vainqueur du Tournoi des Six Nations en 2011

## Statistiques en équipe nationale
- 44 sélections
- Un essai
- sélections par année : 4 en 2009, 11 en 2010, 4 en 2011, 3 en 2012, 9 en 2013, 10 en 2014, 3 en 2015
- Tournois des Six Nations disputés : 2010, 2011, 2013, 2014

David Wilson dispute une édition de la Coupe du monde, en 2015, où il obtient une sélection, contre l'Uruguay.